# Tafahi
Tafahi ist eine dünn besiedelte, 3,4 km² große Insel im Norden der Niua-Gruppe im Pazifischen Ozean, nahe der Datumsgrenze. Sie gehört politisch zum Königreich Tonga. Ältere Namen sind Boscawen und Cocos Eylandt (Kokosinsel), auf alten Karten auch „Cocos Insula“ geschrieben. Die nächste bewohnte Insel ist Niuatoputapu, etwa sieben Kilometer im Süden.

## Geographie
Die Insel Tafahi besteht aus einem einzigen ruhenden oder erloschenen Schichtvulkan, der aus der Entfernung das Idealbild eines Vulkanberges bietet. Eruptionen in neuerer oder historischer Zeit sind nicht bekannt, aufgrund des Erscheinungsbilds des Vulkans aber wahrscheinlich. Der Gipfel trägt den Namen Piu-ʻo-Tafahi. Die Berghänge sind bis zum mittlerweile erodierten und zugewachsenen Kraterrand in 546 m Höhe dicht mit tropischer Vegetation bewachsen. Der Festlandssockel fällt steil ins Meer ab, die Insel umgibt ein eng anliegendes, nicht sehr ausgedehntes Korallenriff mit einem in den 1980er Jahren künstlich verbreiterten Durchlass im Nordwesten, der jedoch nur für kleine Boote geeignet ist. Es gibt keine Küstenebene und nur schmale Strände. Tafahi ist 2,8 km lang, maximal 1,7 km breit und hat eine Fläche von 3,42 km².
Das einzige Dorf liegt auf einem Plateau an der Nordspitze der Insel. Bei der Volkszählung 2021 lebten dort 28 Einwohner in acht Haushalten. Das ist ein deutlicher Rückgang gegenüber der Einwohnerzahl von 1996 mit 122 Einwohnern. Die jungen Menschen verlassen die abgelegene Insel, da sie auf der Hauptinsel Tongatapu oder im Ausland bessere berufliche Möglichkeiten finden.
Die Infrastruktur von Tafahi ist unterentwickelt. Es gibt keine befestigten Straßen, keinen Hafen und keinen Flugplatz. Hauptverkehrsmittel ist das Boot. Eine zentrale Wasserversorgung ist nicht eingerichtet, die Bewohner sind auf Zisternen angewiesen. Die nicht ständig gewährleistete Stromversorgung erfolgt über Dieselgeneratoren. Tafahi hat keinen Arzt oder sonstige professionelle Krankenversorgung. Für die überwiegend katholischen Einwohner des Ortes gibt es eine kleine Kirche.

### Klima
Das Klima ist tropisch heiß, wird jedoch von ständig wehenden Winden gemäßigt. Ebenso wie die anderen Inseln der Niua-Gruppe wird Tafahi gelegentlich von Zyklonen heimgesucht. Am Morgen des 7. Januar 1998 zog der Zyklon Ron über Niuafoʻou, Niuatopotapu und Tafahi und beschädigte mehrere Häuser. Der Zyklon Heta richtete am 9. Januar 2004 erhebliche Zerstörungen in Pflanzungen auf Niuatoputapu und Tafahi an.

### Flora
Die Hänge des Stratovulkans sind dicht bewachsen, in den tiefer gelegenen Bereichen meist mit Sekundärvegetation, die ab etwa 300 bis 400 m Höhe in einen feuchten Wald mit zahlreichen, überwiegend indigenen, teils endemischen Arten übergeht. Dort wachsen auch mehrere seltene Orchideenarten, zum Beispiel:
- Acanthephippium splendidum, syn.  Acanthephippium papuanum; die bis 80 cm hohe, bodennah wachsende Orchidee kommt in Höhen von 150 bis 400 m vor.
- Vrydagzynea vitiensis, syn. Vrydagzynea whitmeei, eine kleinblütige, niedrig wachsende Orchidee, die an der Nordseite des Vulkanes in Höhen von 400 bis 500 m vorkommt.
- Phreatia matthewsii, syn. Oberonia myosurus, eine kleine epiphytische Orchidee im Gipfelbereich des Piu-ʻo-Tafahi.
- Phaius amboinensis, syn. Phaius graeffei, eine große (bis 1 m), bodennah wachsende Orchidee, die in Tonga bisher nur auf den Inseln Kao und Tafahi nachgewiesen wurde. Da sie überwiegend an den Rändern der landwirtschaftlich genutzten Flächen bis in Höhen von 400 m wächst, ist das Habitat vom ausufernden Kava-Anbau bedroht.
- Dendrobium dactylodes, syn. Dendrobium involutum, die epiphytisch wachsende Orchidee mittlerer Größe kommt im Feuchtwald auf Tafahi vor und sonst nur noch auf Rarotonga sowie einigen Inseln von Vanuatu, Fidschi und Samoa.

## Entstehungslegende
Für die Entstehung von Tafahi mit der charakteristischen Kegelform ist nach einer Legende der Einwohner ein Dämon von Samoa verantwortlich. Er stahl nachts die Bergspitze der Nachbarinsel Niuafoʻou, an dieser Stelle blieb der tiefe, heute mit Wasser gefüllte Krater zurück. Der Haifischgott Seketoa der Insel Niuatoputapu bemerkte das und sandte die „Matapules“, seine Gehilfen, aus, um den Dämon zu verfolgen. Die Gehilfen krähten laut wie die Hähne, sodass der Dämon glaubte, es sei bereits Morgen und er habe seine Macht verloren. Er ließ den Berg ins Meer fallen und daraus bildete sich die Insel Tafahi.

## Geschichte
Archäologe Thomas S. Dye von der University of Hawaiʻi at Mānoa betrieb 1984 Feldstudien auf Tafahi und grub dabei Hausplattformen, Häuptlingsplattformen (esi), Erdhügel für die Taubenjagd (sia) sowie Grabhügel für Häuptlinge (faʻitoka) aus. Auf einem schmalen Plateau im Südosten, einer Stelle mit dem Namen Fatuloa, fand Dye eine auffällige Häufung von Keramikscherben und den Überrest einer Hausplattform, die vermuten lassen, dass es in prähistorischer Zeit möglicherweise eine zweite Siedlung gegeben hat. Es ist nicht bekannt, wie lange sie bestanden hat. Im Gipfelbereich des Piu-ʻo-Tafahi grub Dye die Überreste einer Befestigungsanlage aus, bestehend aus einem zwei Meter tiefen und zwei Meter breiten Graben und einer bergseitigen Holzpalisade.
Die ältesten, sehr einfachen und undekorierten Keramikfunde von der Südostseite der Insel ließen sich auf die Zeit um 500 v. Chr. datieren. Sie deuten auf eine sehr frühe und kontinuierliche Besiedlung hin, sind aber rund 800 Jahre jünger als die Funde von Lapita-Keramik von der Nachbarinsel Niuatoputapu. Die ungünstige Topografie der Insel mit den steilen Hängen ließ nur wenig Raum für Wohnbauten und Landwirtschaft. Dieselben Flächen wurden daher über die Jahrhunderte immer wieder umgestaltet und intensiv genutzt. Die archäologischen Funde sowie die Berichte der europäischen Entdecker lassen auf eine deutlich höhere Bevölkerungszahl schließen als heute.

Tafahi wurde am 13. Mai 1616 von Willem Cornelisz Schouten und Jacob Le Maire für Europa entdeckt. Wegen der Vielzahl von Kokospalmen taufte Le Maire die Insel „Cocos Eylandt“: 

„Dieſe Jnſul iſt ein hohes Gebirg/ bey nahe geſtaltet/ wie die Moluckiſche Jnſuln/ voller Baͤum/ doch mehrentheils deren ſo Cocos genant werden/ drumb wir ſie auch Cocos Jnſul nanten. So bald wir geanckert hatten/ kamen drey Schiff/ vnd fuhren rings vmb vnſer Schiff herumb/ bald ſetzten neun oder zehen Canoe an vnſer Bord/ vnd lieſen vnter andern zwey weiſſe Faͤnlein zum Fridenszeichen fliehen. Welches wir auch thaten. Jre Canoen, deren jede drey oder vier Menſchen fuͤhrete/ waren fornen flach/ hinden zugeſpitzet/ auß einem außgeholeten Rothem Stamm zugeruͤſtet/ mit welchem ſie auff das allergeſchwindeſt vber Waſſer fuhren. Wie ſie nahe zu vnſerm Schiff kamen/ ſprangen ſie auß jhren Canoen vnd ſchwummen vollends herbey/ hatten die Haͤnde voll Cocos Nuͤſſe/ vnd Vbes Wurtzeln/ welche ſie vmb Naͤgel vnd Corallen/ deren ſie ſehr begierig/ vertauſchen wolten: ſie gaben vier oder fuͤnff Cocos Nuͤſſe vmb einen Nagel/ oder ein klein Corallen koͤrnlein/ daß wir alſo den Tag auff die 180. Nuͤſſe vberkamen. Sie kamen endlich mit einem ſolchen gedraͤng ans Schiff/ daß wir kaum wuſten/ wohin wir vns kehren oder wenden ſolten.“

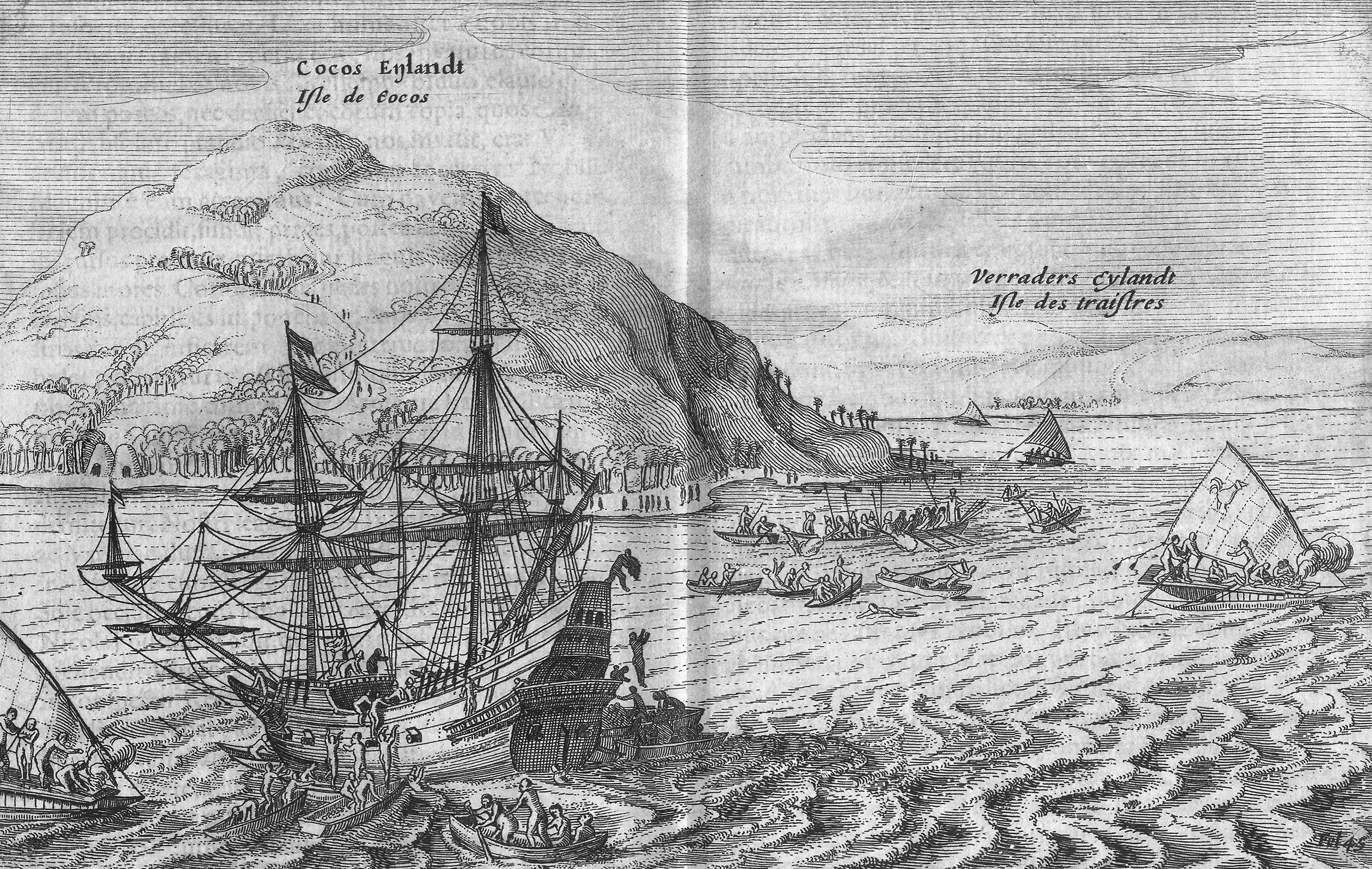
Die Eendracht von Schouten und Le Maire vor Tafahi, Merian-Stich von 1631

150 Jahre später, am 13. August 1767, wurde Tafahi von Samuel Wallis wiederentdeckt. Er nannte die Insel „Boscawen“, nach dem britischen Admiral Edward Boscawen (1711–1761).

## Sonstiges
Der Schweizer Autor Alex Capus stellt in dem biografischen Roman Reisen im Licht der Sterne über das Leben Robert Louis Stevensons die Hypothese auf, Tafahi sei die reale Schatzinsel aus dem berühmten Roman Die Schatzinsel. Stevenson selbst habe den angeblich 1821 geraubten, legendären Kirchenschatz von Lima auf Tafahi geborgen und sei so zu unermesslichem Reichtum gelangt. Wahrscheinlicher ist jedoch, dass Stevensons Vorbild die Kokos-Insel (Costa Rica) war.